# 히포크라테스 선서

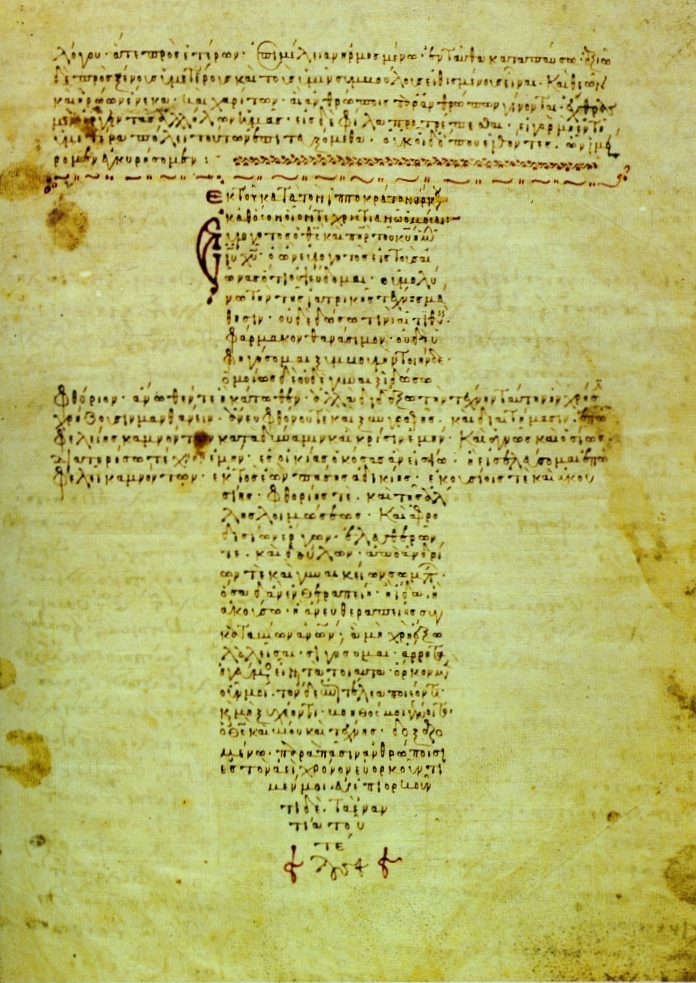
히포크라테스 선서의 12세기 비잔티움 제국 사본이다.

히포크라테스 선서(Hippocratic Oath)는 의사의 윤리 등에 대한 선서문으로, 희생 · 봉사 · 장인 정신이 담겨져 있다. 히포크라테스는 고대 의사의 전형으로 기록되고 있으며, 그는 이전 학파의 생각을 정리하여 시행해보고, 환자를 치료한 것을 기록하고, 히포크라테스 선서를 만든 것을 통해 치료 의학의 발달을 세웠다고 알려져있다.

## 내용

### 원문
히포크라테스 선서 원문이다. 그리스어로 적혀 있으며, 아래에 영어로 번역되어있다.
ὄμνυμι Ἀπόλλωνα ἰητρὸν καὶ Ἀσκληπιὸν καὶ Ὑγείαν καὶ Πανάκειαν καὶ θεοὺς πάντας τε καὶπάσας, ἵστορας ποιεύμενος, ἐπιτελέα ποιήσειν κατὰ δύναμιν καὶ κρίσιν ἐμὴν ὅρκον τόνδε καὶσυγγραφὴν τήνδε:
ἡγήσεσθαι μὲν τὸν διδάξαντά με τὴν τέχνην ταύτην ἴσα γενέτῃσιν ἐμοῖς,καὶ βίου κοινώσεσθαι, καὶ χρεῶν χρηΐζοντι μετάδοσιν ποιήσεσθαι, καὶ γένος τὸ ἐξ αὐτοῦἀδελφοῖς ἴσον ἐπικρινεῖν ἄρρεσι, καὶ διδάξειν τὴν τέχνην ταύτην, ἢν χρηΐζωσι μανθάνειν,ἄνευ μισθοῦ καὶ συγγραφῆς, παραγγελίης τε καὶ ἀκροήσιος καὶ τῆς λοίπης ἁπάσης μαθήσιοςμετάδοσιν ποιήσεσθαι υἱοῖς τε ἐμοῖς καὶ τοῖς τοῦ ἐμὲ διδάξαντος, καὶ μαθητῇσισυγγεγραμμένοις τε καὶ ὡρκισμένοις νόμῳ ἰητρικῷ, ἄλλῳ δὲ οὐδενί.
διαιτήμασί τε χρήσομαιἐπ᾽ ὠφελείῃ καμνόντων κατὰ δύναμιν καὶ κρίσιν ἐμήν, ἐπὶ δηλήσει δὲ καὶ ἀδικίῃ εἴρξειν.
οὐδώσω δὲ οὐδὲ φάρμακον οὐδενὶ αἰτηθεὶς θανάσιμον, οὐδὲ ὑφηγήσομαι συμ βουλίηντοιήνδε: ὁμοίως δὲ οὐδὲ γυναικὶ πεσσὸν φθόριον δώσω.
ἁγνῶς δὲ καὶ ὁσίως διατηρήσω βίοντὸν ἐμὸν καὶ τέχνην τὴν ἐμήν.
οὐ τεμέω δὲ οὐδὲ μὴν λιθιῶντας, ἐκχωρήσω δὲ ἐργάτῃσιν ἀνδράσι πρήξιος τῆσδε.
ἐς οἰκίας δὲ ὁκόσας ἂν ἐσίω, ἐσελεύσομαι ἐπ᾽ ὠφελείῃκαμνόντων, ἐκτὸς ἐὼν πάσης ἀδικίης ἑκουσίης καὶ φθορίης, τῆς τε ἄλλης καὶ ἀφροδισίωνἔργων ἐπί τε γυναικείων σωμάτων καὶ ἀνδρῴων, ἐλευθέρων τε καὶ δούλων.
ἃ δ᾽ ἂν ἐνθεραπείῃ ἢ ἴδω ἢ ἀκούσω, ἢ καὶ ἄνευ θεραπείης κατὰ βίον ἀνθρώπων, ἃ μὴ χρή ποτεἐκλαλεῖσθαι ἔξω, σιγήσομαι, ἄρρητα ἡγεύμενος εἶναι τὰ τοιαῦτα.

ὅρκον μὲν οὖν μοι τόνδεἐπιτελέα ποιέοντι, καὶ μὴ συγχέοντι, εἴη ἐπαύρασθαι καὶ βίου καὶ τέχνης δοξαζομένῳ παρὰπᾶσιν ἀνθρώποις ἐς τὸν αἰεὶ χρόνον: παραβαίνοντι δὲ καὶ ἐπιορκέοντι, τἀναντία τούτων.
I swear by Apollo the physician, and Aesculapius the surgeon, likewise Hygeia and Panacea, and call all the gods and goddesses to witness, that I will observe and keep this underwritten oath, to the utmost of my power and judgment.
I will reverence my master who taught me the art. Equally with my parents, will I allow him things necessary for his support, and will consider his sons as brothers. I will teach them my art without reward or agreement; and I will impart all my acquirement, instructions, and whatever I know, to my master's children, as to my own; and likewise to all my pupils, who shall bind and tie themselves by a professional oath, but to none else.
With regard to healing the sick, I will devise and order for them the best diet, according to my judgment and means; and I will take care that they suffer no hurt or damage.
Nor shall any man's entreaty prevail upon me to administer poison to anyone; neither will I counsel any man to do so. Moreover, I will give no sort of medicine to any pregnant woman, with a view to destroy the child.
Further, I will comport myself and use my knowledge in a godly manner.
I will not cut for the stone, but will commit that affair entirely to the surgeons.
Whatsoever house I may enter, my visit shall be for the convenience and advantage of the patient; and I will willingly refrain from doing any injury or wrong from falsehood, and (in an especial manner) from acts of an amorous nature, whatever may be the rank of those who it may be my duty to cure, whether mistress or servant, bond or free.
Whatever, in the course of my practice, I may see or hear (even when not invited), whatever I may happen to obtain knowledge of, if it be not proper to repeat it, I will keep sacred and secret within my own breast.

If I faithfully observe this oath, may I thrive and prosper in my fortune and profession, and live in the estimation of posterity; or on breach thereof, may the reverse be my fate!

### 영어 (현대어)
I swear to fulfill, to the best of my ability and judgment, this covenant:
I will respect the hard-won scientific gains of those physicians in whose steps I walk, and gladly share such knowledge as is mine with those who are to follow.
I will apply, for the benefit of the sick, all measures which are required, avoiding those twin traps of overtreatment and therapeutic nihilism.
I will remember that there is art to medicine as well as science, and that warmth, sympathy, and understanding may outweigh the surgeon's knife or the chemist's drug.
I will not be ashamed to say "I know not," nor will I fail to call in my colleagues when the skills of another are needed for a patient's recovery.
I will respect the privacy of my patients, for their problems are not disclosed to me that the world may know. Most especially must I tread with care in matters of life and death. If it is given me to save a life, all thanks. But it may also be within my power to take a life; this awesome responsibility must be faced with great humility and awareness of my own frailty. Above all, I must not play at God.
I will remember that I do not treat a fever chart, a cancerous growth, but a sick human being, whose illness may affect the person's family and economic stability. My responsibility includes these related problems, if I am to care adequately for the sick.
I will prevent disease whenever I can, for prevention is preferable to cures.
I will remember that I remain a member of society, with special obligations to all my fellow human beings, those sound of mind and body as well as the infirm.

If I do not violate this oath, may I enjoy life and art, respected while I live and remembered with affection thereafter. May I always act so as to preserve the finest traditions of my calling and may I long experience the joy of healing those who seek my help. 

### 한국어
나는 의학의 신 그리고 건강과 모든 치유, 그리고 여신들의 이름에 걸고 나의 능력과 판단으로 다음을 맹세하노라
나는 이 선서와 계약을 지킬것이니, 나에게 이 의술을 가르쳐준 자를 나의 부모님으로 생각하겠으며, 나의 모든것을 그와 나누겠으며, 필요하다면 그의 일을 덜어주겠노라. 동등한 지위에 있을 그의 자손을 나의 형제처럼 여기겠으며 그들이 원한다면 조건이나 보수없이 그들에게 이 기술을 가르치겠노라. 교훈이나 강의 다른 모든 교육방법을 써서라도.
나는 이 지식을 나자신의 아들들에게, 그리고 나의 은사들에게, 그리고 의학의 법에 따라 규약과 맹세로 맺어진 제자들에게 전하겠노라. 그러나 그외의 누구에게도 이 지식을 전하지는 않겠노라.
나는 나의 능력과 판단에 따라 내가 환자의 이익이라 간주하는 섭생의 법칙을 지킬 것이며, 심신에 해를 주는 어떠한 것들도 멀리하겠노라.
나는 요청을 받는다 하더라도 극약을 그 누구에게도 주지 않을것이며 복중 태아를 가진 임신부에게도 그러할 것이다.
나는 결석이라도 자르는 일은 하지 않을 것이며, 이러한 기술을 행하는 자(외과 의사)에 의해서 이루어지게 할 것이다.
내가 어떠한 집에 들어가더라도 나는 병자의 이익을 위해 그들에게 갈 것이며 어떠한 해악이나 부패스러운 행위를 멀리할 것이며, 남성 혹은 여성, 시민 혹은 노예의 유혹을 멀리할 것이다. 나의 전문적인 업무와 관련된 것이든 혹은 관련이 없는 것이든 나는 일생동안 결코 밖에서 말해서는 안되는 것을 보거나 들을 것이다.

나는 그와 같은 모든 것을 비밀로 지켜야 한다고 생각하기에, 결코 누설하지 않겠노라. 내가 이 맹세를 깨트리지 않고 지낸다면, 그 어떤 때라도 모든 이에게 존경을 받으며, 즐겁게 의술을 펼칠 것이요 인생을 즐길 수 있을 것이다. 하나 내가 이 맹세의 길을 벗어나거나 어긴다면, 그 반대가 나의 몫이 될 것이다.
히포크라테스 선서는 의학 윤리 AMA (1847년에 처음 채택 된), 영국의 종합 의학위원회 (General Medical Council)의 우수 의료 실무 (Good Medical Practice)와 같은 국립 의학 협회가 발행한 보다 광범위하고 정기적으로 업데이트되는 윤리 강령에서 이러한 직업 윤리 문서로 대체되었다. 이 문서는 의사와 환자 및 사회에 대한 의무와 전문적인 행동에 대한 포괄적인 개요를 추가 제공한다. 이 규범을 위반한 의사는 의료행위를 할 수 있는 면허 소실을 포함하여 징계 절차를 받을 수 있다. 그럼에도 불구하고 이 문서들의 내용과 길이는 짧은 증서로서의 매력적인 제안으로 만들었다. 이 사실에 비추어, 근대에는 맹세에 대한 몇 가지 업데이트가 제공되었다.
미국에서는 대부분의 전공 의학 전문 학교가 히포크라테스 선서 대신 그에 추가하여 Osteopathic Oath를 사용한다. Osteopathic Oath는 1938년에 처음 사용되었으며, 현재 버전은 1954년 이래로 사용되었다
가장 중요한 개정안 중 하나는 1948년 제네바 선언(Declaration of Geneva)라고하는 세계 의학 협회(World Medical Association, WMA)가 처음 초안을 작성한 것이다. 제 2 차 세계 대전 직후와 창립 직후, WMA는 전세계의 의학 윤리 상태에 대해 매우 우려를 표했으며 WMA는 세계 의사들에 대한 윤리적 가이드 라인을 설정하는 책임을 맡았다.
1960년대에 히포크라테스 선서는 "인간의 삶에 최대한의 존중"을 요구하기 위해 바뀌어야했다. 더 현실적인 의장인 루이스 라자냐(Louis Lasagna)에 의해 다시 쓰여졌을 때 이 기도는 생략되었고 이것은 오늘날 많은 미국 의과 대학에서 널리 사용되고있다.

## 같이 보기
- 히포크라테스